# Hippomedon granulosus
Hippomedon granulosus är en kräftdjursart som beskrevs av Bulycheva 1955. Hippomedon granulosus ingår i släktet Hippomedon och familjen Lysianassidae. Inga underarter finns listade i Catalogue of Life.